# جوزيف قرنق
چوزيف قرنق سياسي سوداني جنوبي ولد في قرية جنوبية في أطراف التونج قرب مدينة واو والتحق بكلية القانون بجامعة الخرطوم وتخرج منها وانضم حوالي العام 1955 إلى الحزب الشيوعى السودانى. كان نائبا عن الحزب الشيوعي في البرلمان 1965-1969، وعمل وزيرا لشئون الجنوب واُعدم في يوليو 1971 إبان حكم الرئيس السوداني السابق جعفر النميري.

## حياته
نسبة لأنه قد ولد في مناطق بدائية فإنه لا يعرف تاريخ ميلاده بالضبط ولكن يبدو أن جوزيف قد ولد في أواخر عشرينيات القرن العشرين وبداية ثلاثينياته وهو متقدم في الدراسة على السيد (أبيل ألير) القاضي سوداني شهير ووزير سابق. كان جوزيف قرنق أول طالب جنوبي يلتحق بكلية القانون ويتخرج منها.

## الحزب الشيوعي السوداني
(في عام 1954 قرر جوزيف الانفصال عن المجموعة السياسية الواقعة تحت نفوذ الزعيم بوث ديو، أحد مؤسسي «حزب الجنوب» الذي تحول فيما بعد إلى «الحزب الليبرالي»، وفي حوالي عام 1955م إنضم إلى الحزب الشيوعي السوداني، وانتخب في أول مؤتمر بعد ذلك عضواً في لجنته المركزية. وبوث ديو، نفسه تخلّى عن الحزب الذي شارك في تأسيسه وانضم بعد أحداث «توريت» إلى صفوف حزب الأمة.)
خلال حكم العسكر الأول 1958-1964 م أصدر جوزيف قرنق صحيفة سرية باسم (أدفانس) -نصيحة-تضمنت آرائه حول الحرب الأهلية السودانية الأولى والسبل إلى إيقافها.

## ثورةمايو1969م
في 9/12/1965 تم -وبصورة غير دستورية- حل الحزب الشيوعي وطرد نوابه من البرلمان مما أدى إلى دخول البلاد في أزمة دستورية استمرت لمدة طويلة بين شد وجذب أطراف النزاع -الحزب الشيوعي والقوى التقدمية من جهة، والأحزاب التقليدية وجبهة الميثاق الإسلامي من جهة أخرى. وتقدم رئيس القضاء باستقالته اعتراضا على حل الحزب الشيوعي.
بعد أن سيطرت القوى التقليدية على الحكم بصورة أقرب للديكتاتورية المدنية قام مجموعة من الضباط المنتمين للأحزاب التقدمية بانقلاب عسكري في 25 مايو 1969 بقيادة جعفر النميري.

## إعدام جوزيف قرنق
بعد عام من الثورة التي ساندها الحزب الشيوعي بكوادره ظهرت بوادر جفوة بين الحزب والثورة مما أدى إلى قيام انقلاب آخر بقيادة الضابط هاشم العطا في التاسع عشر من يوليو 1971.. كان جوزيف وقتها وزيرا في الحكومة ولا يوجد معلومات عن علمه المسبق بأمر الانقلاب وكان في طريقه إلى خور عمر (وادي) في مهمة لا علاقة لها بالانقلاب الذي أحكم قبضته على مواقع الجيش الرئيسية. فاتصل به هاتفياً السيد إبراهيم جاد الله، وكيل وزارته، ليخبره بما تم، وأن المحاضرة التي كان جوزيف بصدد تقديمها لكبار ضباط الجيش في قاعدة الطيران، صارت في ذمة التاريخ. ولم يقف جوزيف على حقيقة ما حدث إلا بعد أن التقى عدداً من رفاقه، وجرى تكليفه بوضع القوانين التي تقرر إصدارها.
بعد ثلاثة أيام من عمر الانقلاب تمكّن جعفر النميري من العودة للحكم مرة أخرى وتم اعتقال عدد كبير من المنسوبين للحزب الشيوعي السوداني وتم الزج بهم في السجون وقتلهم بصورة كانت كفيلة لردع كل من يفكر بمثل هذا العمل مرة أخرى ويذكر أنها قد أنكرها كثير من القضاة والقانونيين. ومن ضمن هذه المذابح قدم جوزيف قرنق إلى حبل المشنقة.
يعتبر الدكتور جوزيف قرنق أحد المدنيين الذي أُعدموا في محاكم عسكرية في يوليو 1971 م، مثل عبد الخالق محجوب والشفيع أحمد الشيخ وغيرهم.

## كتابات عن جوزيف قرنق
كتب كثير من الأدباء والشعراء عن شهداء يوليو 1971 م وكان لجوزيف قدرا كبيرا من تلك الكتابات ومنها ما قاله الشاعر السوداني محمد الواثق:
صديقي الُمثابر جوزيف قرنقْ
ترامى قُبَيلَ احتدامِ الشفق ْ إلى سجن كوبر حيثُ شُنِقْ
فيا ربِ هلْ
على روحهِ أقرأُ الفاتحة
فقد عدِمَ القبرَ والنائحة
وأُلحِدَ في التُربِ كيفَ اتفقْ
وكان إذا جاشَ مِواره
تدافعه روحه الثائرة
وصادمت الكونَ أفكاره
وكم أنبت الكونُ من زهرةٍ ناضِرة
فكنتُ إذا
تمادتْ به الفكرةُ الجانحة
أشيح إلى مكة القرية الصالحة
أعوذ نفسي بربِ الفلقْ
على أن جوزيف قرنقْ
كما شهدت دمعتي السافحة
جميل المحيا جميل الخُلُقْ
فياربِ هلْ
على روحهِ اقرأ الفاتحة
فقد عَدِمَ القبرَ والنائحة
وأُلحِدَ في التربِ كيف اتفقْ

## إنظر أيضا
- كورال الحزب الشيوعى السودانى في رثاء جوزيف قرنق 1986م على يوتيوب

1. ↑  http://www.katib.org/node/5060 نسخة محفوظة 2020-05-23 على موقع واي باك مشين.
2. ↑  المصدر السابق